# Антон Флориан фон Лихтенщайн
Йохан Антон Флориан фон Лихтенщайн (на немски: Johann Anton Florian von Liechtenstein; * 28 май 1656, дворец Вилферсдорф, Долна Австрия; † 11 октомври 1721, Виена) е 5. княз на Лихтенщайн (1718 – 1721) и от 1719 г. първият управляващ княз на имперското княжество Лихтенщайн. Той получава титлата принц фон Лихтенщайн през 1709 г. и през 1712 г. херцог на Тропау. Той е принц ди Пиомбино.

## Биография
Той е син на княз Хартман фон Лихтенщайн (1613 – 1686) и съпругата му графиня алтграфиня Сидония Елизабет фон Залм-Райфершайт (1623 – 1688), дъщеря на алтграф Ернст Фридрих фон Залм-Райфершайт (1583 – 1639) и графиня Мария Урсула фон Лайнинген-Дагсбург-Фалкенбург († 1649). Брат е на Максимилиан II (1641 – 1709), княз фон Лихтенщайн, и на Филип Еразмус (1664 – 1704, убит в Кастелнуово), княз на Лихтенщайн, херцог на Тропау и Йегерндорф, имперски генерал.
През 1676 г. Антон Флориан получава службата императорски кемерер и през 1687 г. е първият унгарски индигент. След две години той е в тайния съвет и император Леополд I го изпраща като специален пратеник и от 1691 г. като посланик в папския двор в Рим.
От 1693 г. той отговаря за възпитанието на младия ерцхерцог Карл. През 1695 г. е шеф-интендант на кралския дворец на младия ерцхерцог. На 14 май 1698 г. получава ордена на Златното руно. На 17 октомври 1703 г. е издигнат на испански гранде първа класа.
Карл става император като Карл VI и Антон Флориан е неговият първи министър. През 1709 г. след смъртта на по-големия му брат Максимилиан II, Антон Флориан става управляващ принц на Лихтенщайн. През 1711 г. той се връща във Виена и е централна политическа фигура като шеф-интендант до смъртта си.

## Фамилия
Антон Флориан се жени на 15 октомври 1679 г. в Граупен за графиня Елеонора Барбара Катарина фон Тун и Хоенщайн (* 4 май 1661; † 10 февруари 1723, Виена), внучка на граф Йохан Зигизмунд фон Тун и Хоенщайн (1594 – 1646), дъщеря на граф Михаел Освалд фон Тун-Хоенщайн (1631 – 1694) и първата му съпруга графиня Елизабет фон Лодрон († 1688). Те имат 11 деца:
- Франц Августин (1680 – 1681)
- Елеонора (1681 – 1685)
- Мария Антониея (1683 – 1715)
- Карл Йозеф Флориан (1685 – 1685)
- Антон Игнац Йозеф (1689 – 1690)
- Йозеф Йохан Адам (1690 – 1732), 6. княз на Лихтенщайн (1721 – 1732)
- Иноценц Франц Антон Кайетан (1693 – 1707)
- Антония Мария Елеонора (1683 – 1715), омъжена I. на 23 септември 1702) за граф Йохан Адам фон Ламберг (1677 – 1708), II. на 3 октомври 1709 г. за граф Ергот Максимилиан фон Кюфщайн (1676 – 1728)
- Мария Каролина Анна Елизабет Йозефина Урсула Фелицитас Маргарета (1694 – 1735), омъжена на 14 май 1719 г. във Виена за граф Франц Вилхелм фон Залм-Райфершайт (1672 – 1734)
- Анна Мария Антония (1699 – 1753), омъжена I. на 9 септември 1716 г. за граф Йохан Ернст фон Тун (1694 – 1717), II. на 19 април 1718 г. във Виена за братовчед си княз Йозеф Венцел I фон Лихтенщайн (1696 – 1772)
- Мария Елеонора Каролина (1703 – 1757), омъжена на 5 февруари 1719 г. за граф Фридрих Август фон Харах-Рорау (1696 – 1749)